# Xã Elkhorn, Quận Webster, Iowa
Xã Elkhorn (tiếng Anh: Elkhorn Township) là một xã thuộc quận Webster, tiểu bang Iowa, Hoa Kỳ. Năm 2010, dân số của xã này là 734 người.